# Интеллигентное бревно
«Интеллигентное бревно» — рассказ Антона Павловича Чехова. Написан в 1885 году, впервые опубликован в «Петербургской газете», 1885, № 169 от 23 июня с подписью А. Чехонте. В рассказе описывается судебный процесс, в котором судья и обвиняемый были друзьями.

## Публикации
Рассказ А. П. Чехова «Интеллигентное бревно» написан в 1885 году, впервые опубликован в «Петербургской газете», 1885, № 169 от 23 июня с подписью А. Чехонте.

## Сюжет
Однажды рассыльный принес отставному корнету Архипу Елисеичу Помоеву повестку в суд. В повестке было написано, что на него поступила жалоба от крестьянина Григория Власова, лакея Помоева. Мировым судьёй был П. Шестикрылов. Помоев знал Петьку Шестикрылова, который был у него в друзьях и решил, что это шутка, а Петька так решил его позвать в гости. Однако жена, посмотрев повестку, уточнила, что Помоева приглашают в суд в качестве обвиняемого и не советовала ехать в суд — пусть там решают дело заочно. Помоев не согласился и решить ехать.
В четверг Помоев отправился с другом Ниткиным к Шестикрылову. Мирового они застали за разбирательством другого дела и Помоеву было предложено подождать. Глядя на мирового Помоев рассуждал: «Важности-то сколько у бестии! Не узнаёшь! И не улыбнётся! В золотой цепи! Фу ты, ну ты! Словно и не он у меня на кухне сонную Агашку чернилами разрисовал. Потеха! Да нетто такие люди могут судить? Я тебя спрашиваю: могут такие люди судить? Тут нужен человек, который с чинами, солидный… чтоб, знаешь, страх внушал, а то посадили какого-то и — на, суди! Хе-хе…»
Когда дошла очередь до дела Помоева, Гришка рассказал о всех обстоятельствах дела: «Я у них, изволите ли видеть, в лакеях состоял, в рассуждении, как бы камельдинер… Известно, наша должность каторжная, ваше в — е… Они сами встают в девятом часу, а ты будь на ногах чуть свет… Бог их знает, наденут ли они сапоги, или щиблеты, или, может, целый день в туфлях проходят, но ты всё чисть: и сапоги, и щиблеты, и ботинки… Хорошо-с… Зовут это они меня утром одеваться. Я, известно, пошёл… Надел на них сорочку, надел брючки, сапожки… всё, как надо… Начал надевать жилет… Вот они и говорят: „Подай, Гришка, гребёнку. Она, говорят, в боковом кармане в сюртучке“. Хорошо-с… Роюсь я это в боковом кармане, а гребёнку словно чёрт слопал — нету! Рылся-рылся и говорю: „Да тут нет гребёнки, Архип Елисеич!“ Они нахмурились, подошли к сюртуку и достали оттуда гребёнку, но не из бокового кармана, как велели, а из переднего. „А это же что? Не гребёнка?“ — говорят, да тык меня в нос гребёнкой. Так всеми зубцами и прошлись по носу. Целый день потом кровь из носу шла». Судья спросил у Помоева, признаёт ли он себя виновным, и не получив ответа прервал заседание. В перерыв он увещевал друга, просил не устраивать скандала, обещал уладить дело. Однако Помоев неожиданно попросил посадить Гришку, хотя тот и был невиновен.
Разбирательство дела закончилось для Помоева штрафом в десять рублей, однако и эти деньги Шестикрылов обещал заплатить за Помоева, лишь бы не поднимать много шума. Помоев так и мог взять в толк, почему Гришку не посадили: «Нешто он смеет на меня жалобы подавать?» Это привело его к мысли, что его друг Петька совсем не годится в судьи: «Человек он добрый, образованный, услужливый такой, но… не годится! Не умеет по-настоящему судить… Хоть жалко, а придётся его на следующее трёхлетье забастовать! Придётся!..»